# Bondurant (Wyoming)
Bondurant és una concentració de població designada pel cens dels Estats Units a l'estat de Wyoming. Segons el cens del 2000 tenia 155 habitants.

## Demografia
Segons el cens del 2000, Bondurant tenia 155 habitants, 75 habitatges, i 45 famílies. La densitat de població era de 0,8 habitants/km².
Dels 75 habitatges en un 18,7% hi vivien nens de menys de 18 anys, en un 54,7% hi vivien parelles casades, en un 0% dones solteres, i en un 38,7% no eren unitats familiars. En el 32% dels habitatges hi vivien persones soles el 10,7% de les quals corresponia a persones de 65 anys o més que vivien soles. El nombre mitjà de persones vivint en cada habitatge era de 2,07 i el nombre mitjà de persones que vivien en cada família era de 2,54.
Per edats la població es repartia de la següent manera: un 14,8% tenia menys de 18 anys, un 7,7% entre 18 i 24, un 28,4% entre 25 i 44, un 31,6% de 45 a 60 i un 17,4% 65 anys o més.
L'edat mediana era de 44 anys. Per cada 100 dones de 18 o més anys hi havia 112,9 homes.
La renda mediana per habitatge era de 39.063 $ i la renda mediana per família de 41.250 $. Els homes tenien una renda mediana de 26.563 $ mentre que les dones 23.636 $. La renda per capita de la població era de 19.432 $. Entorn del 9,5% de les famílies i el 19,2% de la població estaven per davall del llindar de pobresa.

## Poblacions més properes
El següent diagrama mostra les poblacions més properes.